# Розова, Анна
Аня Канани Коп (англ. Anya Kanani Kop, наст. имя Анна Розова, род. 3 января 1989, Ленинград, СССР) — американская модель русского происхождения. Заняла второе место в 10 сезоне реалити-шоу «Топ-модель по-американски».

## Биография

### Ранняя жизнь
Аня родилась в Ленинграде. С 4 лет воспитывалась гавайскими приёмными родителями Майком Копом и Бал Паттерсон.
Училась в начальной школе и в средней школе в Моаналуа, затем закончила «Waipahu High School» в 2007 году. Во время учёбы в средней школе Аня была членом полинезийского клуба, в котором танцевала хулу.

## Карьера

### Ранние работы
Коп получила высокооплачиваемую работу в 17 лет, работая с Louis Vuitton. Также появлялась в шоу Chanel, Джини Чун и Fendi. Также у неё была фотосессия для журнала «Vogue».

### Топ-модель по-американски
Под фамилией Коп, Анна прошла кастинг на шоу «Топ-модель по-американски». Судьи часто хвалили Аню как личность и за высокую привлекательность. Она ни разу не была в числе двоих последних. Однако на последнем показе за слишком сильную сдержанность уступила победу Уитни Томпсон.

### После шоу
После шоу Коп подписала контракт с «Elite Model Management» в Нью-Йорке. Сейчас она сотрудничает с «Wilhelmina Models». Появилась на обложках Midweek в местной гавайской газете 30 апреля 2008 года и в июне 2008 года на обложке «Swimsuit Edition».
Коп появлялась в нескольких гонконгских публикацях, включая Elle, Cosmogirl, Marie Claire, Daily Sun, Ming Pao Weekly, «Jessica Magazine», «Zip Magazine», «Apple Daily», «Wedding de Luxe», «Pd! Girl», «Me! Magazine», «Showcase Fashion», HIM Magazine, «Hong Kong Tatler», «Touch», «Jet Magazine»,"More Magazine" и «Vogue». Работала с Dior, Versace и участвовала в Hong Kong Fashion Week.

### Телевидение
В марте 2009 года Аня Коп появилась на канале Fashion TV (Великобритания) в качестве модели. В августе 2009 года Коп была показана в Project Runway All Star Challenge в качестве одной из моделей для коллекции Sweet.